# ТП-82
ТП-82 — охотничий неавтоматический трёхствольный пистолет, входивший в состав комплекса СОНАЗ (стрелковое оружие носимого аварийного запаса) советских и российских космонавтов для защиты от опасных зверей, добычи пищи охотой и подачи световых сигналов визуального наблюдения в случае приземления или приводнения в безлюдной местности, а также прокладывания пешеходной тропы в зарослях, заготовки дров и строительных материалов для шалашей, рытья канав, ям и т. п. с помощью приклада-мачете.

## История создания, испытаний и использования в полётах
Создание оружия началось после посещения в 1979 году Тульского оружейного завода космонавтом А. А. Леоновым, который поделился с оружейниками мыслями о необходимости создания малогабаритного многофункционального оружия для космонавтов (19 марта 1965 года космический корабль «Восход-2» приземлился на территории Пермской области и космонавты А. А. Леонов и П. И. Беляев два дня находились в тайге, поскольку вертолёт не имел возможности приземлиться рядом с космическим аппаратом). Входивший в аварийный запас космонавта ещё с полёта Юрия Гагарина пистолет Макарова не позволял решить проблемы выживания в экстремальных условиях.
В 1979 году было составлено техническое задание и тульские оружейники в инициативном порядке, под руководством главного конструктора Тульского оружейного завода В. А. Парамонова, принялись за разработку «космического оружия». Разработка велась по трём направлениям: револьвер, самозарядное гладкоствольное ружьё, трёхствольный пистолет. От ружья отказались сразу — вес и размер не позволяли разместить его в спускаемом аппарате. В 1980 году в Звездный городок было отправлено два прототипа: пистолет и револьвер. Трехствольный пистолет, разработанный в одном из конструкторских бюро завода, нач. КБ В. П. Очнев, конструктор Н. В. Упиров, шедший под маркировкой «ТП-82», был рекомендован к дальнейшей разработке. Проект пятизарядного револьвера, разработанный в другом конструкторском бюро завода, нач. КБ Н. И. Коровяков, дизайнер А. Б. Жук, был отклонен. В 1982 году разработка конструкции ТП-82 в основном была завершена, конструкция запатентована.
Параллельно с разработкой оружия в ЦНИИточмаш для ТП-82 создавались и исследовались различные варианты боеприпасов. К моменту завершения технического проекта для трёхствольного охотничьего пистолета был предложен комплект из трёх типов боеприпасов: СН-Д, СН-С и СН-П. В дальнейшем этот комплект отрабатывался и проходил все виды испытаний совместно с пистолетом. В разработке комплекта боеприпасов принимали участие специалисты: П. Сазонов (руководитель), К. Смекаев, В. Бобров, М. Федоров, В. Бабкин, Г. Шамина, В. Полченков, М. Лысенко и др..
В 1983—85 гг. СОНАЗ проходил всесторонние испытания как в полигонных условиях, так и в условиях охоты в различных климатических условиях. Испытания проводились в зимних и в летних условиях, в условиях пустыни и Крайнего Севера, высокоствольного леса и на море. Они подтвердили высокую надежность и эффективность комплекса пистолет-патроны в любых условиях эксплуатации. По результатам испытаний, в 1986 году комплекс СОНАЗ был принят на вооружение. Далее начались серийное производство и поставки заказчику, которые продолжались до начала 1990-х годов. Всего было изготовлено около ста пистолетов ТП-82. В 1994 году за «Разработку и освоение производства пистолета ТП-82» работники Тульского оружейного завода: Аксенова В. И., Антошин А. А., Захарьев В. А., Упиров Н. В. и Филатов В. К., стали лауреатами «оружейной» премии им. С. И. Мосина. В работах по созданию пистолета участвовали также специалисты: А. Руднев, Н. Масленников, А. Леонов.
Широкой публике пистолет ТП-82 вместе с патронами впервые был продемонстрирован в 1986 году на Выставке достижений народного хозяйства СССР «Дорога к звездам», посвященной 25-летию полета Юрия Гагарина в космос, конструктор Упиров Н. награждён золотой медалью ВДНХ. В 1988 году ТП-82 впервые побывал в космосе — он был включён в аварийный запас корабля «Союз ТМ-7», на котором летал второй совместный советско-французский экипаж. СОНАЗ являлся обязательным комплектом для всех пилотируемых кораблей «Союз» в период с 1988 по 2006 год. Каждый космонавт, летавший в космос в этот период, обязан был пройти курс выживания и в том числе уметь обращаться с этим оружием.
В связи с тем, что выпуск патронов к СОНАЗ был прекращён с начала 1990-х годов, с 2007 года ТП-82 перестали включать в СОНАЗ, из-за истечения срока годности имеющихся патронов и отсутствия производства новых. В 2016 году космонавт С. Н. Рязанский сообщил, что пистолет ТП-82 больше не входит в аварийный запас, при этом приклад-мачете остался.
Сейчас стрелковый комплекс СОНАЗ в качестве экспоната можно увидеть в государственном оружейном музее Тулы, в артиллерийском музее Санкт-Петербурга и в Государственном историко-культурном музее-заповеднике «Московский Кремль».

## Конструкция и состав СОНАЗ[1][10]
Ударно-спусковой механизм включает:
- два открытых наружных курка
- единый спусковой крючок
- переводной механизм с рычажком для переключения левого курка на нарезной ствол
- автоматический предохранитель, расположенный на рукоятке под спусковой скобой.

Разным положением переводчика курков и двух внешних курков обеспечивается стрельба из стволов в любой последовательности, и возможно произвести три выстрела, действуя только одной рукой.
Конструкция пистолета исключает:
- случайные выстрелы при ударе и падениях пистолета
- выстрел при не полностью запертых стволах.

Гладкие стволы снабжены экстракторами, нарезной ствол снабжен неавтоматическим эжектором, выбрасывающим гильзу при нажатии на кнопку.
ТП-82 имеет съемный приклад, состоящий из мачете и матерчатого чехла с металлическим затыльником надеваемого на клинок для упора в плечо. Рукоятка мачете имеет пазы для присоединения к рукоятке пистолета и фиксируется защелкой, расположенной на рукоятке мачете. ТП-82 имеет длинное деревянное цевьё, рукоятка пистолета выполнена также из дерева, а рукоятка мачете из пластмассы.
- Приклад обеспечивает более точную стрельбу,
- Мачете используется как рубящее средство, позволяющее:
  - прокладывать тропу в зарослях,
  - заготавливать дрова и строительные материалы для шалашей,
  - рыть канавы, ямы и окопы.

В состав СОНАЗ входят ещё:
- ремни и закрытая кобура,
- подвесной чехол для приклада-мачете,
- два патронташа по 5 дробовых патронов,
- два патронташа по 5 сигнальных патронов,
- один патронташ на 11 пулевых патронов.

Для перезаряжания блок стволов откидывается вниз. При этом экстрактор, расположенный между стволами, выдвигает все гильзы из стволов, что упрощает перезарядку пистолета. Прицел и мушка у ТП-82 не регулируемые. Точная пристрелка нижнего нарезного ствола производится регулировочными винтами, расположенными под верхними стволами внутри цевья. Стрельбу из пистолета можно вести как с присоединённым прикладом, так и без него. Приклад обеспечивает более точную стрельбу. Без приклада лучше стрелять:
- сигнальными патронами;
- пулевыми и дробовыми патронами в упор.

## Тактико-технические характеристики ТП-82[1]
- Длина пистолета без приклада — 360 мм
- Длина стволов — 300 мм
- Длина с прикладом-мачете — 670 мм
- Высота — 150 мм
- Высота с прикладом-мачете — 235 мм
- Ширина — 42 мм
- Масса неснаряженного оружия без патронов — 1,6
- Масса с прикладом-мачете — 2,4 кг
- Масса приклада-мачете — 0,8 кг
- Усилие на спуске — 1,5-3,5 кг
- Ёмкость(по количеству стволов) — 3 патрона
- Эффективная дальность стрельбы патроном СН — П — до 200 м
- Эффективная дальность стрельбы патроном СН — Д — до 40 м
- Рабочий диапазон температур −50С+50С
- Рабочий диапазон значений влажности — неограничен
- Кучность стрельбы дробовым патроном на дистанции 25 м в 100-дольную мишень диаметром 750 мм — не ниже 40 %
- Кучность стрельбы нарезного ствола-50 (50 % пробоин) на дальности 100 м — не более 50 мм.

Пистолет испытывался для охоты и подачи сигналов:
- из гладких стволов добывали зайцев, лисиц, куропаток, горлиц, фазанов, чаек, тетеревов, уток всех пород, рябчиков, гусей, глухарей и других зверей в пределах весовых размеров указанных животных, а также более мелкую дичь.
- Из нарезного ствола отстреливали лосей, кабанов, горных козлов, джейранов, сайгаков при весе зверей до 200 кг.
- Стрельба сигнальным патроном СН — С оказалась наиболее эффективным средством сигнализации по параметрам визуального наблюдения среди всех существовавших на период испытаний световых сигнальных средств.

ТП-82 может применяться в любых погодных условиях:
- дождь
- метель
- туман
- обледенение
- холод
- жара

ТП-82 не снижает работоспособности после нахождения:
- в условиях космического полёта
- в условиях перегрузок и вибраций при взлете и приземлении КА.

## Патроны[1]
- СН — П — Пулевой патрон 5,45×40 мм имеет экспансивную пулю повышенного останавливающего действия со стальным сердечником и биметаллической оболочкой с отверстием в носике для повышения экспансивного действия. Зона (обширность) поражения от патрона СН-П в 8—10 раз больше, чем от пули автоматного патрона 7Н6 калибра 5,45-мм .
  - длина патрона — 55,8 мм
  - масса пули — 3,5-3,75 граммов
  - масса патрона — 10,2-11,2 граммов
  - начальная скорость пули — от 825 до 840 м/с
  - эффективная дальность стрельбы — до 200 м.
- СН — Д — Дробовой патрон 12,5×70 мм в латунной гильзе патрона 32-го охотничьего калибра, сравним по эффективности со стандартным патроном охотничьего 20-го (15,9-мм) калибра с дробью № 3, применяемому в ружье с длиной ствола 700 мм.
  - дробь — 20 граммов дроби № 3
  - масса патрона — 35-37 граммов
  - эффективная дальность стрельбы — 40 м
  - давление в стволе при выстреле — до 1500 кгс/кв.см.
  - начальная скорость полета дроби — 280—300 м/с
- СН — С — Сигнальный патрон 12,5х70 мм в гильзе патрона 32-го охотничьего калибра. Используется световая шашка красного цвета.
  - высота выбрасывания шашки — 100—165 м.
  - время горения — 8-11 с.
  - радиус видимости горения световой шашки — днем 5-9 км(ночью в пределах прямой видимости)
  - масса патрона — 24-26 граммов
  - масса шашки — 12 граммов.

Боекомплект СОНАЗ:
- 10 патронов СН — С
- 10 патронов СН — Д
- 11 патронов СН — П

## Варианты и модификации
- ТП-82-01 — трёхствольный пистолет с тремя стволами 32-го калибра[12].